# Poroszlói szikesek
Poroszlói szikesek este o arie protejată (arie specială de conservare — SAC, sit de importanță comunitară — SCI) din Ungaria întinsă pe o suprafață de 917,86 ha, integral pe uscat.

## Localizare
Centrul sitului Poroszlói szikesek este situat la coordonatele 47°38′42″N 20°36′08″E / 47.645°N 20.602222°E.

## Înființare
Situl Poroszlói szikesek a fost declarat sit de importanță comunitară în mai 2004 pentru a proteja 1 specie de plante și 4 specii de animale. Situl a fost protejat și ca arie specială de conservare în februarie 2010.

## Biodiversitate
Situată în ecoregiunea panonică, aria protejată conține 3 habitate naturale: Pajiști stepice panonice pe loess, Stepe și mlaștini sărate panonice, Pajiști aluvionare inundabile, de Cnidion dubii.
La baza desemnării sitului se află mai multe specii protejate:
- plante (1): Cirsium brachycephalum
- amfibieni (2): buhai de baltă cu burta roșie (Bombina bombina), triton cu creastă dobrogean (Triturus dobrogicus)
- mamifere (1): dihor de stepă (Mustela eversmanii)
- nevertebrate (1): fluturele purpuriu (Lycaena dispar)

Pe lângă speciile protejate, pe teritoriul sitului au mai fost identificate 5 specii de plante, 1 specie de nevertebrate.